# Willi Winkler
Willi Winkler (Worms, 24 agosto 1903 – 12 maggio 1967) è stato un calciatore tedesco, di ruolo difensore o attaccante.